# Meterana coctilis
Meterana coctilis är en fjärilsart som beskrevs av Edward Meyrick 1931. Meterana coctilis ingår i släktet Meterana och familjen nattflyn. Inga underarter finns listade i Catalogue of Life.